# Andoni
Andoni é uma área de governo local do estado de Rios, na Nigéria, com sede em Ngo. Tem 403 quilômetros quadrados e de acordo com o censo de 2016, havia 306 200 residentes.